# Il paradiso delle stelle
Il paradiso delle stelle (George White's Scandals) è un film del 1934 diretto da Thornton Freeland, Harry Lachman e George White.

## Produzione
Il film fu prodotto dalla Fox Film Corporation.

## Distribuzione
Distribuito dalla Fox Film Corporation, il film uscì nelle sale cinematografiche statunitensi il 16 marzo 1934.